# Ortígia

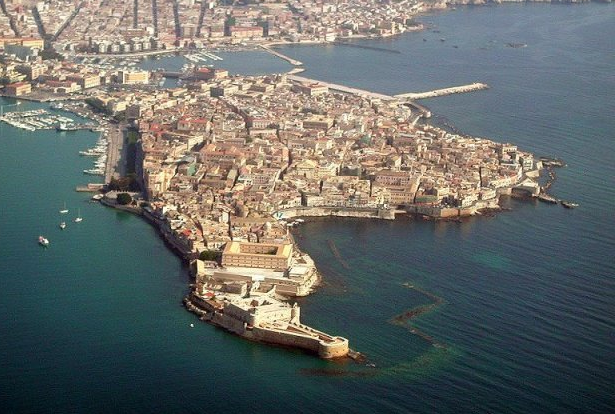
Vista aèria d'Ortígia

Ortígia (en llatí: Ortygia, en grec antic: Ὀρτυγία) és una illa que forma part de Siracusa, a la qual està unida per un pont. Va ser la seu original de la ciutat, però ja en època grega, Siracusa comptava amb altres barris a terra ferma.
La tradició diu que era la més antiga de les colònies gregues a Sicília, i va ser fundada l'any 734 aC per colons de Corint dirigits per Àrquias, de la poderosa família dels baquíades, que s'havia vist obligat a marxar.
El nom d'Ortígia és grec, i deriva del conegut epítet d'Àrtemis, a qui es considerava que li havia estat consagrada Sembla però que la ciutat des del primer moment ja portava el nom de Siracusa, segurament pel nom del pantà o llac adjacent, Syraco, sens dubte un nom indígena, ja que no té cap significat en grec. De fet, la forma Syraco la va utilitzar Epicarm per anomenar la ciutat, com una llicència poètica.
Dionisi el Vell la va envoltar d'una muralla, amb nombroses torres de defensa, sobretot pel costat de terra on va aixecar un mur fortament fortificat, anomenat Pentàpiles. I per més seguretat, va construir un fortí interior o ciutadella i la va convertir en la seva residència, per prevenir sublevacions. Al costat de la fortalesa va construir dins del port menor, o Portus Lacceius, diversos molls per les naus de guerra, que podien albergar 60 trirrems, en un recinte tancat amb una muralla i només accessible per un passadís estret. Al cap d'uns anys va afegir molls per a 160 naus més dins del Gran Port, a la badia més propera al Portus Lacceius, i va obrir un canal de comunicació entre tots dos. També va adornar la part de la ciutat que tocava a l'illa amb pòrtics i edificis públics.
Timoleont va destruir les fortificacions l'any 343 aC quan va ocupar Siracusa. Ortígia estava defensada per Dionisi el Jove, que la va lliurar voluntàriament a Timoleó a canvi de permetre que s'exiliés a Corint. Timoleont ho va fer per impedir una nova tirania local. En aquell lloc hi va construir els nous tribunals de justícia. Durant l'edat mitjana el despoblament va fer que la ciutat quedés reduïda només a Ortígia. Avui és el barri vell de Siracusa i també la seva principal destinació turística.